# Teca na TV
Teca na TV é um programa de televisão infantil brasileiro produzido e exibido pelo Canal Futura entre 17 de fevereiro de 1997 e 22 de agosto de 2009.

## História
O programa foi ao ar em 1997, logo no primeiro ano do Canal Futura e era exibido com 1 hora de duração, de segunda à sexta às 10h (com reprise às 14h) e aos sábados às 14h15. Inicialmente, o programa era um bloco de desenhos animados. Entre um desenho e outro, Teca (então interpretada por Vivian Weyll) tinha dois amigos Luíza (Nathália Guimarães Farias) e Pedro (Ricardo Bruno Valadão), e ensinava diversas curiosidades e atividades aos telespectadores, inclusive receitas de fazer em casa e jogos recreativos, se assemelhando com o formato do infantil X-Tudo, da TV Cultura. (O cenário era feito de chroma key). A gravação ocorria nos estúdios do canal. Os episódios inéditos duraram até 1999 e o programa passou a ser exibido às 7h30 e além da reprise às 14h, ganhou mais uma às 19h. Em 2000, houve uma nova temporada e Teca passou a ser interpretada por Priscilla Campos, além da inclusão de Yana Sardenberg como Luísa, melhor amiga da protagonista, Gabriel Mattos como Guto, o irmão caçula, e Netinho Alves como Damião, amigo de Guto.
Com o sucesso do programa, surgiria mais tarde uma terceira temporada, em 2003, totalmente reformulada. Agora o programa deixa de ser um bloco de desenhos animados e passa a ter meia hora de duração com 2 episódios de 15 minutos. O programa ganhou mais personagens, cenários e temas. Teca ganhou novos amigos: Chico (Clasley Delfino), Hércules (Luca Multedo) e Maíra (Amanda Wendling), e foi adicionado um elenco adulto, com Mouhamed Harfouch e Adriana Zattar interpretando o casal Romeu e Julieta, os pais de Maíra que contracenavam com as crianças. Cada um dos episódios exibidos apresentava uma história e um tema diferente, com atividades divertidas e músicas de domínio público cantadas pelos personagens. Ainda com o mesmo elenco, uma nova fase com episódios mais longos estreou em 2004, passando a ser exibido 1 único episódio por programa, mantendo a duração de meia hora, 66 episódios foram gravados. Nesta nova fase, havia novos musicais e curiosidades, além de charadas que eram feitas na ida do intervalo, e na volta tinham a resposta revelada. Os episódios desta nova fase foram reprisados continuamente pela Futura até 2007.
Em 2007, o programa foi novamente reformulado. Com a quarta temporada, Teca passou a ser interpretada por Clara Tiezzi, e seu irmão Guto por José Carlos Gurgel. Desta vez, os cenários são filmados em estúdio, e o formato é mais parecido com um seriado. Cada episódio mostra uma nova história da Teca, desta vez com seus novos amigos: Bia (Gabz), Vítor (Luidi Mateus) e Nara (Manuela Raposo). É a primeira vez que aparecem os pais de Teca: Marília (Josie Antello) e Zé Maria (Antônio Fragoso). O elenco adulto ainda conta com Vera (Anna Cotrim), a madrinha de Guto, e Seu Aristeu (Ademir de Souza). Nesta nova versão, deu início a várias esquetes educativas interpretadas como culinária e ciências, mas posteriormente foram substituídas por desenhos inéditos de curtas-metragens, o primeiro deles foi Bernard, e em seguida vieram Moko, Monk, Doong Doong e Madame Mo. Os 200 episódios foram reprisados até 2011, continuamente, pela emissora.
Em 2012 estreou uma versão em desenho animado da terceira temporada chamada "As Aventuras de Teca", porém diferente desta é exibida fora do programa nos intervalos do canal. Ela foi animada pela TV PinGuim mesma produtora de Peixonauta sendo que os episódios são um remake dos próprios da quarta temporada.

## Enredo
O programa traz aventuras de Teca, uma menina que é pura curiosidade e alegria, com amigos prontos para o que der e vier. Os pais de Teca se chamam Zé Maria e Marília, e vão precisar de muita energia para acompanhar a animação da turminha. Também estão em cena Bia e Nara, amigas de Teca, Vitor, companheiro de Guto, o irmão de Teca, Tia Vera a Dinda do Guto e o Aisteu, o avô da Bia. Todo esse pessoal se reúne agora numa linda casa colorida, reformada especialmente para eles. Teca vive suas aventuras por entre os dois andares da casa, que têm sala de estar, sala de jantar, cozinha, quartos, quintal, varanda e uma oficina.

## Personagens

### Fixos
- Teca - A protagonista da série. Uma menina alegre, curiosa, muito criativa e inteligente. Cheia de ideias na cabeça, gosta de brincar e de inventar suas próprias brincadeiras. Seu nome verdadeiro é Tereza Cristina Oliveira da Silva.
- Guto (a partir da 2ª temporada) - Irmão caçula de Teca. Assim como Teca, é alegre e curioso, e como todo caçula, adora aprontar com a irmã mais velha. Apesar das brigas, são bons amigos e companheiros de travessuras. Adora aventuras, e seu sonho é ser um grande explorador. Seu nome completo é José Augusto Oliveira da Silva. Guto foi introduzido na segunda temporada e desde então permaneceu um personagem fixo na série.

### Primeira e segunda temporada
- Luísa - Primeira melhor amiga de Teca. Sua personalidade foi inspirada para outras amigas através das temporadas como Maíra, Bia e Nara. Luísa apareceu tanto na primeira (sendo incluída no decorrer dos episódios) quanto na segunda temporada. A personagem teve duas atrizes.
- Pedro - Um garoto; amigo de Teca apenas na primeira temporada. Assim como Luísa foi incluído no decorrer dos episódios. Posteriormente foi substituído Damião na segunda temporada.
- Damião - Melhor amigo de Guto na segunda temporada. Sua personalidade foi inspirada para outros amigos através das temporadas como Chico, Hércules e Vítor.
- Farofa - Um fantoche de formiga do quarto da Teca. Vive "brincando" com a Teca, ouvindo o que ela tem a dizer, jogando conversa fora e dividindo coisas que aprendeu lendo seus livros. Foi introduzida na segunda temporada e assim como Guto permaneceu na série até a terceira temporada, na quarta foi substituída pela Goela.

### Terceira temporada
- Maíra - Melhor amiga de Teca na terceira temporada. Sensível, meiga e muito feminina, está sempre do lado da amiga. Gosta de brincar de boneca e de canto hábil.
- Chico - Melhor amigo de Guto na terceira temporada. Divertido, esperto e brincalhão, gosta de jogar futebol e de praticar esportes radicais. Tem uma paixão secreta pela Teca.
- Hércules - O garoto mais novo do bairro, gosta de brincar com todos da turma. Teca acha ele "fofinho".
- Romeu - Pai de Maíra. Pacífico e muito calmo, gosta de tocar violão, cantar e mostrar coisas novas para as crianças junto da esposa, Julieta.
- Julieta - Mãe de Maíra, e esposa de Romeu. Uma professora muito inteligente, adora livros e artes em geral. Vive mostrando as crianças sobre a cultura popular, contando histórias fascinantes e a fazer artesanatos.

### Quarta temporada
- Bia - Melhor amiga de Teca na quarta temporada. Ela adora brincar, é curiosa, criativa e um pouco estressada. Seus pais desaparecem na série, mas são citados em alguns episódios. Bia está sempre presente na casa e seu nome completo é Beatriz Matos Coelho.
- Nara - Amiga ingênua, divertida, faladeira, rica e consumista das meninas. Aparece apenas na quarta temporada, assim como Bia e Vítor. Seu nome é Nara Catarina, pois segundo sua mãe, "Nara foi uma grande cantora, e Catarina uma grande rainha".
- Vítor - Melhor amigo de Guto na quarta temporada. Ele é criativo, bagunceiro e bem engraçado, e adora comer bolacha de água e sal. Adora jogar futebol, e sua roupa é um uniforme de jogador. Gosta de chatear as meninas, principalmente a Bia. Seu nome completo é Vítor Hugo Carvalho de Matos.
- Tia Vera - Madrinha do Guto. Divertida e muito inteligente, viajou por quase todas as partes do mundo. Culta e moderna, ainda por cima anda de motocicleta.
- Zé Maria - Zé Maria, o pai, é taxista. Passa o dia fora de casa, mas gosta muito de brincar com as crianças quando chega, além de ajudar a mulher na cozinha.
- Marília - Marília é uma mãe cuidadosa e companheira. Mas o bom mesmo é a sua profissão: ela trabalha fazendo bolos e doces para eventos. Teca e Guto aproveitam para pegar um docinho de vez em quando.
- Seu Aristeu Coelho - Avô de Bia. Ele é professor de física aposentado, mas ainda trabalha consertando rádios e telefones. Adora mostrar os segredos e curiosidades do mundo para as crianças. Ele é um vovô amigo de todos os moradores.
- Goela - Goela é o bichinho de pelúcia de Teca que fala, sente, come e dorme. Esse nome esquisito tem uma explicação: Goela é uma planta carnívora, que come o que colocam na sua frente. Ela até come as vozes e choros das pessoas.

## Elenco
| Personagem  | Temporadas   | Temporadas        | Temporadas        | Temporadas         |
| Personagem  | 1ª 1997–99   | 2ª 2001–02        | 3ª 2003–04        | 4ª 2007–09         |
| ----------- | ------------ | ----------------- | ----------------- | ------------------ |
| Teca        | Vivian Weyll | Priscilla Campos  | Priscilla Campos  | Clara Tiezzi       |
| Luísa       |              | Yana Sardenberg   |                   |                    |
| Pedro       |              | Gabriel Mergulhão |                   |                    |
| Guto        |              | Gabriel Mattos    | Gabriel Mattos    | José Carlos Gurgel |
| Damião      |              | Netinho Alves     |                   |                    |
| Maíra       |              |                   | Amanda Wendling   |                    |
| Chico       |              |                   | Clasley Delfino   |                    |
| Hércules    |              |                   | Luca Multedo      |                    |
| Romeu       |              |                   | Mouhamed Harfouch |                    |
| Julieta     |              |                   | Adriana Zattar    |                    |
| Marília     |              |                   |                   | Josie Antello      |
| Zé Maria    |              |                   |                   | Antônio Fragoso    |
| Bia         |              |                   |                   | Gabz               |
| Vítor       |              |                   |                   | Luidi Mateus       |
| Vera        |              |                   |                   | Anna Cotrim        |
| Seu Aristeu |              |                   |                   | Ademir de Souza    |

## Desenhos animados
Na sua segunda fase, no ano 2000, o programa fora dividido em blocos que contavam com desenhos animados. Na terceira fase os desenhos foram removidos em favor de deixar o programa no formato de um seriado. Em 2007 durante a quarta fase, o programa mudou de formato com quadros educativos (com exceção do desenho Bernard), em 2010 os quadros foram substituídos por novas séries de curtas em desenho animado, produções internacionais de vários países.
- O patinho feio (El Patito Feo, 2000)
- A família estrelinha (Parenting with the zap family, 2000)
- Lica (Penny Crayon, 2000)
- Zinho, a corujinha (Ozzie the Owl, 2000)
- Berta (Bertha, 2000)
- Salada animada (Soupe Opéra, 2000)
- Vira-lata (Poubelles, 2000)
- A lagarta faminta (The Very Hungry Caterpillar, 2000)
- Jimbo (Jimbo and the Jet-Set, 2000)
- Bip Bop (Gusto's Circus, 2000)
- O Cachorro Barney (Barney the Dog, 2000)
- A Aranha (Spider! 2000)
- Os Arquivos de Morph (The Morph Files, 2000)
- Tom e Vicky (Tom and Vicky, 2000)
- Ace e Avery (Ace and Avery, 2000)
- Bernard (빼꼼, 2007)
- Saari (2010)
- Os Heróis da Praia (Les Héros de la Plage, 2010)
- Madame Mo (2010)
- A Terra Vista por Alban (2010)
- As Coisas lá de Casa (2011)
- Doong Doong (2011)
- Moko, o jovem explorador (2012)
- Monk (Monk the Little Dog, 2012)